# Orchis hybrida
Orchis hybrida là một loài thực vật có hoa trong họ Lan. Loài này được (Lindl.) Boenn. ex Rchb. mô tả khoa học đầu tiên năm 1830.